# Вечеринка на день рождения
«Вечеринка на день рождения» (англ. The Birthday Party) — двадцать шестой мультфильм с участием Микки Мауса. Чёрно-белый музыкальный комедийный мультфильм. Премьера в США 6 января 1931 года.

## Сюжет
Микки Маус насвистывая мелодию идёт к дому Минни. Когда он звонит в дверь, Минни прячет его друзей, которые пришли на важное событие своего приятеля. Минни открывает дверь и Микки окружают его друзья и поздравляют с днём рождения. Микки радуется и задувает свечи на праздничном торте. Минни дарит ему маленькое пианино и он вместе с ней начинают играть весёлую мелодию. Все гости начинают весело танцевать. После этого Микки начинает бить по ксилофону. Обезумевший ксилофон начинает прыгать как лошадь и сваливает Микки. Ему на голову падает аквариум с рыбками и все гости начинают смеяться.

## Роли озвучивали
- Уолт Дисней — Микки Маус
- Марцеллит Гарнер — Минни Маус[1]

## Производство
Микки Маусу на тот момент было чуть больше двух лет. «Официальный» день рождения Микки часто менялся - Уолт Дисней в 1933 году объявил, что день рождения Микки 1 октября. В комиксе о Микки Маусе, он празднует свой 7-й день рождения 28 сентября 1935 года. Мультфильм «День рождения Микки» был выпущен 7 февраля 1942 года. Только в начале 1970-х годов Дэйв Смит определил, что день рождения Микки — 18 ноября.

## Выпуск
Мультфильм был выпущен в 2002 году на DVD-диске Walt Disney Treasures «Микки Маус в черно-белом: классическая коллекция», а также в мультсериале «Клуб Микки Мауса» (2-й сезон, 22-я серия) и «Атака шарлатана» (1-й сезон, 40-й эпизод).

## Критика
Гийс Гроб из «Mickey's Movies: The Theatrical Films of Mickey Mouse» написал: «Самая замечательная особенность короткометражки - это короткая сцена в начале, анимированная Томом Палмером: Микки и Минни, стыдливо спрашивающие друг друга, всё ли у них в порядке, может быть это первый забавный диалог у Уолта Диснея. По крайней мере, это прекрасный пример анимации персонажей, элегантно устанавливающий отношения между ними».
The Film Daily (1 февраля 1931 г.): «Мультфильм с Микки Маусом, в котором животные устраивают вечеринку по случаю дня рождения. В целом эта анимация соответствует стандарту Уолта Диснея. Гармония и музыкальные эффекты преобладают над темой и излишне загромождают местами мультипликацию. Похоже, эта идея будет преобладать в мультфильмах до тех пор, пока критики или зрители не выскажут явное возражение».

## Награды
Микки Маус получил звезду на аллее славы в Голливуде.